# جزیره موشا

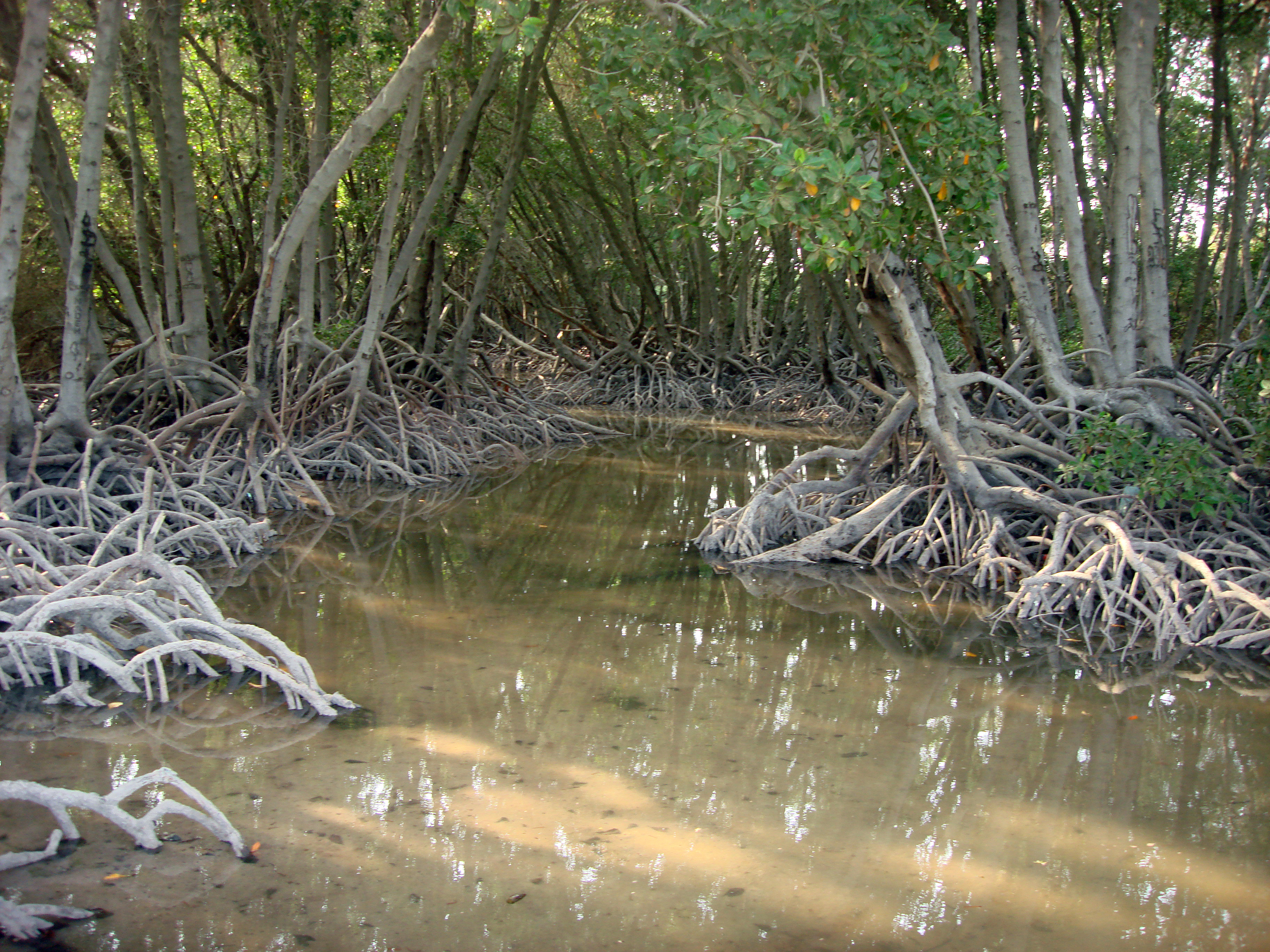
حرا در جزیره موچا

جزیره موشا (انگلیسی: Moucha Island جزیره مرجانی کوچکی است روبروی ساحل جیبوتی. این جزیره در مرکز خلیج تاجوره واقع شده‌است. جزیره موشا بزرگترین جزیره کشور جیبوتی است و از نظر تقسیمات کشوری جزء استان جیبوتی به‌شمار می‌آید. جزیره موشا در حدود ۱۵ کیلومتری جنوب خاک اصلی جیبوتی واقع شده‌است. در اطراف جزیره موشا جزیره کوچکتر مَسکَلی، چند جزیرک و یک صخره مرجانی قرار دارد.
جمعیت این جزیره حدود بیست نفر است اما در تابستان تعداد ساکنان آن بسیار افزایش می‌یابد.
جزیره موشا از ۱۸۴۰ تا ۱۸۸۷ در تصرف بریتانیا بود.